# Iers pond
Het Ierse pond (Iers Punt Éireannach, meervoud Puint) was de munteenheid van Ierland tot de invoering van de euro.
De eerste Ierse munten werden uitgegeven in 997 en waren in het begin gelijk aan het Britse pond, dat was onderverdeeld in 20 shilling van 12 pence elk. Vanaf 1460 was de koers van het Ierse pond niet meer verbonden met zijn Britse tegenhanger. In 1701 werd de waarde van het Ierse pond weer verbonden met het Britse pond sterling: 13 Ierse pond = 12 Britse pond. In 1826, toen Ierland en Groot-Brittannië een enkel land waren (Verenigd Koninkrijk van Groot-Brittannië en Ierland), werd het Ierse pond vervangen door het Britse pond.
Na de oprichting van de Ierse Vrijstaat in 1921 werd het Saorstát Punt ("Vrijstaatpond") ingevoerd. Na de invoering van de Ierse Grondwet in 1937 werd alleen nog maar de term Iers pond of Punt Éireannach gebruikt.
In deze tijd was de koers van het Ierse pond iets lager dan die van het Britse pond sterling. In Ierland werd Brits geld overal geaccepteerd, sterker nog, ongeveer de helft van het geld in omloop was Brits. Toen de Britten in 1971 overgingen naar het decimale stelsel, ging ook het Ierse pond over. De Ierse munt van 50p had hetzelfde uiterlijk als de zevenhoekige Britse munt van die waarde.
Op 30 maart 1979 werd de koppeling met het Britse pond verbroken, de Ieren introduceerden nieuwe coupures en de Britse coupures verdwenen uit de omloop. De munten werden geslagen sindsdien bij het Currency Centre.
Het Ierse pond bleef tot 9 februari 2002 het betaalmiddel, waarna het werd vervangen door de euro.
Tot de invoer van de euro waren de volgende munten in omloop: 1 penny, 2 pence, 5 pence, 10 pence, 20 pence, 50 pence en 1 pound. De ½ penny werd op 1 januari 1985 afgeschaft.
Op de munten van vóór het decimale stelsel stond de naam in het Iers en de waarde in cijfers: 
| Opschrift      | Betekenis   | Waarde |
| -------------- | ----------- | ------ |
| leath-choróin  | halve kroon | 2s6d   |
| flóirín        | florin      | 2s     |
| scilling       | shilling    | 1s     |
| réal           |             | 6d     |
| leath-réal     | halve réal  | 3d     |
| pinginn        | penny       | 1d     |
| leath-phinginn | halve penny | ½d     |

## Biljetten
De serie C is ontworpen door Robert Ballagh.
| Waarde   | Waarde in euro's | Afmeting    | Datum van uitgifte | Voorkant                                                         | Achterkant                                                                                               |
| -------- | ---------------- | ----------- | ------------------ | ---------------------------------------------------------------- | --- |
| 5 pond   | €6,35            | 120 × 64 mm | april 1994         | Catherine McAuley en Mater Misericordiae Universiteits Hospitaal | 3 kinderen in een lokaal met het gedicht Mise Raifteirí an File. En een kaart van Europa.                |
| 10 pond  | €12,70           | 128 × 68 mm | september 1993     | James Joyce en de baai van Dublin                                | Een van de hoofden van The Custom House in Dublin. Ook is er een gedeelte van Finnegans Wake op te zien. |
| 20 pond  | €25,39           | 136 × 72 mm | november 1993      | Daniel O'Connell en Derrynane Abbey                              | Een plechtige belofte uit 1845 getekend door een aantal Ierse staatsmannen.                              |
| 50 pond  | €63,49           | 144 × 76 mm | november 1995      | Douglas Hyde en Áras an Uachtaráin                               | Een pijpspeler, het zegel van de Congradh na Gaeilge en een zestiende-eeuws manuscript.                  |
| 100 pond | €126,97          | 152 × 80 mm | september 1996     | Charles Stewart Parnell, Avondale House en een hond              | Het Parnell monument op de O'Connell Street in Dublin                                                    |